# Neonlight Lipstick
「Neonlight Lipstick」（ネオンライト・リップスティック）は、日本の元女性歌手、安室奈美恵の3作目の配信限定シングル。

## 解説
配信リリースとしては、前作『Contrail』から5ヶ月ぶりのリリースとなる。本作から7日後の10月23日には、配信曲『Ballerina』を立て続けに新曲のリリースを行った。なお、本作と次作は後に41枚目のシングル『TSUKI』のカップリング曲として初CD化された。
表題曲は、本人出演のコーセー「ESPRIQUE」CMソング。10thアルバム『FEEL』の収録曲「Supernatural Love」を手掛けたトラックメーカーによるダンスナンバー。ミュージック・ビデオは白雪姫がコンセプトとなっている。
2013年10月2日から先行配信されており、10月10日発表のレコチョク着うた週間ランキングで1位を獲得している。

## 収録曲
作詞・作曲：Steven Lee, Lasse Lindorff, Charli Taft, TIGER / 編曲：Steven Lee
1. Neonlight Lipstick [3:48]
コーセー「ESPRIQUE」CMソング